# Keikogi

Keikogi (稽古着) est un mot japonais signifiant littéralement « vêtement d'entraînement » ; il est composé de keiko (la « pratique », l'« entraînement », l'« action ») et de gi (« vêtement », « tenue », « ensemble de vêtements composant une tenue »). On l'appelle aussi parfois dogi, « vêtement de pratique de la voie ».

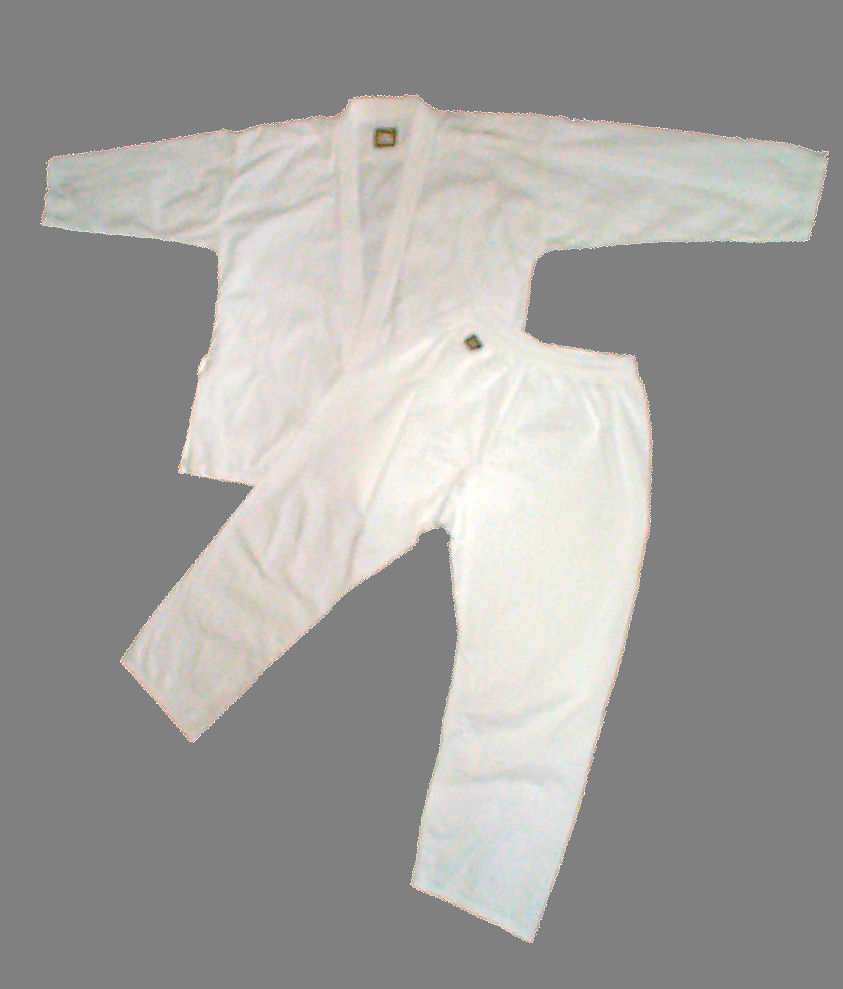
Keikogi.

En Occident, il désigne principalement la tenue utilisée pour l'entraînement aux budō (arts martiaux japonais), que l'on appelle aussi à tort kimono (cette confusion existe principalement en France, en Tchéquie, en Slovaquie et dans une moindre mesure en Belgique et en Suisse)[réf. nécessaire]. En judo, on parle de judogi ; au karaté, on l'appelle karategi ; au taekwondo, on le nomme dobok, ou dans les arts martiaux vietnamiens vo phuc.
Plus récemment, en jiu-jitsu brésilien et en grappling, on appelle cette tenue simplement gi, dans les confrontations où elle est obligatoire, par opposition à celles sans saisie de la tenue, dites no-gi.

## Keikogid'aïkido
Il se compose d'une veste et d'un pantalon de coton blanc, c'est une modification du keikogi de judo. Le keikogi d'aïkido est en coton type sashiko (tissage en forme de grains de riz) qui offre une excellente résistance à la traction, tissé sur une seule épaisseur par opposition à sa version judo tissé sur deux épaisseurs et donc plus lourd et plus rigide.
Il existe deux types de couleurs : blanchi ou écru (coton brut). Les deux se portent, quoiqu'il soit préférable de disposer d'un keikogi blanchi (soit d'origine, soit par de nombreux lavages) pour les passages de grade officiels.
Les manches sont souvent plus courtes que celles du judogi afin de faciliter les saisies des poignets. Selon les écoles, on recommandera que les manches ne descendent pas en deçà de la moitié de l'avant-bras (pour les saisies) ou des manches longues (type judo) pour les saisies de type sode dori (« saisies de manche »).
Certains enseignants recommandent également de préférer les keikogi ayant une couture dorsale en travers des épaules à ceux dont la couture court le long de la colonne vertébrale.
La veste se porte revers gauche au-dessus. La raison martiale est que cette disposition permet d'accéder au tantō, parfois porté dans les revers. La raison culturelle est que les morts sont habillés avec le revers droit du kimono au-dessus.
Il est de coutume de limiter les marques distinctives sur son keikogi, en particulier les différentes étiquettes portant la marque du fabricant, surtout quand celles-ci sont particulièrement ostensibles (cousues aux épaules par exemple).
Il arrive que certaines personnes fassent broder leur nom en katakana sur les manches de leur keikogi ou portent un écusson à la poitrine. Ces pratiques sont courantes au Japon, où il est fréquent de laisser son keikogi dans le dōjō. Individualiser son keikogi est alors une nécessité. Afficher son nom est aussi considéré au Japon comme une marque d'humilité. En effet, cela signifie que le pratiquant ne se considère pas assez important pour que l'enseignant ait retenu son nom. Certains enseignants l'exigent, et l'on voit parfois des pratiquants porter un keikogi marqué de leur nom au feutre noir.
Le port des écussons vient des clubs universitaires. En revanche, ce type de distinction est assez mal vu en France. Il est donc recommandé de porter un keikogi vierge pour les stages (hormis ceux organisés par le courant dont on porte l'écusson) ou les passages de grade.
La tenue d'aïkido est souvent complétée par un hakama, porté par-dessus le keikogi.